# Сграда на улица „Тосицас“ № 10
Сградата на улица „Тосицас“ № 10 (на гръцки: Κτίριο στη Τοσίτσα 10) е архитектурна забележителност в град Солун, Гърция.

## Местоположение
Имението е разположено на улица „Тосицас“ № 10 до Битпазара.

## История
Сградата е построена според морфологията си в 30-те години на XX век.
В 2016 година е обявена за защитен обект.

## Архитектура
Сградата се състои от партер и пет етажа. Фасадата е организирана във вертикални зони с централен еркер (с две колони отвори в основната фасада и колона от отвори от тесните страни) и балконски колони със съответните външни врати от двете страни на централната ос, където се намира входът на сградата. Интересен елемент от фасадите са линейните релефни ленти около отворите, акцентът на входа с конфигурацията на сенника на различни нива и металните парапети.
Интериорът на сградата е интересен с гипсовата украса на таваните, настилката с декоративни цветни плочки в общите части (вход и стълбище), стълбището с парапети с флорални мотиви и дървени парапети, дървените врати на централния вход. Запазена е старата дървена дограма с капандури на първите 4 етажа.